# Jiménez (apellido)
Jiménez, Giménez o Ximénez, es un apellido patronímico español que significa hijo de Jimeno, también Gimeno o Ximeno. Es un apelllido muy común en España y América.
Su anotación más antigua en la forma Xemeniz está fechada en el año 1035 en Eslonza, también se registró como Chemenez en 1182, como Ixemenonis en 1024 y Eximenonis en 1059. En cuanto al nombre Jimeno, su primera anotación se encontró en su forma femenina Scemena, también en Eslonza en 929, Scemeno en 972, Sçimeno en 1063, Semeno en 1065, Simeno en 1072, Ximeno en 1106 y Chemena en 1175. Figura en el puesto número once entre los apellidos más frecuentes en España, tiene su mayor concentración en la región de Andalucía.

## Origen
El origen de este apellido es discutido, se suele aceptar que proviene de Ximeone, patronímico de Simón. Otros autores lo relacionan con la raíz euskera seme «hijo» atestiguado por inscripciones aquitanas del siglo IV, con la forma Sembe.
La periodista venezolana de origen lituano Jurate Rosales, teniendo en cuenta las formas Eximenonis e Ixemenones, ha propuesto una procedencia báltica, interpretándolo como una palabra compuesta de asčiai y gemones, que significaría 'hombres de la costa', el primero es el término con que se denominaban los bálticos que, según su teoría, es la verdadera identidad étnica de los godos. Agrega que puede ser un cognado del apellido lituano Simonis.